# Purperkeeljuweelkolibrie
De purperkeeljuweelkolibrie (Lampornis calolaemus) is een vogel uit de familie Trochilidae (kolibries).

## Verspreiding en leefgebied
Deze soort komt voor van zuidelijk Nicaragua tot westelijk Panama en telt drie ondersoorten:
- L. c. pectoralis: zuidelijk Nicaragua en het noordelijke deel van Centraal-Costa Rica.
- L. c. calolaemus: centraal Costa Rica.
- L. c. homogenes: zuidelijk Costa Rica en westelijk Panama.

## Status
De grootte van de populatie is in 2019 geschat op 50-500 duizend volwassen vogels. Op de Rode lijst van de IUCN heeft deze soort de status niet bedreigd.  